# HAPPY CRAZY BOX
「HAPPY CRAZY BOX」（ハッピー・クレイジー・ボックス）は、栗林みな実の25枚目のシングル。2012年4月25日にLantisから発売された。

## 概要
前作「君の中の英雄」から約5か月ぶりのリリースとなる、2012年1作目のシングル。「HAPPY CRAZY BOX」は、テレビ東京系テレビアニメ『めだかボックス』のオープニングテーマ。
栗林の作品で3文字以上の単語の組み合わせによるタイトルは本作が初となる。

## 収録曲
（全作詞・作曲：栗林みな実）
1. HAPPY CRAZY BOX [4:26]
編曲：菊田大介
歌詞の内容は昔の栗林に類似しており、本人によれば「詞や曲には、原作やアニメのシナリオに含まれる「明るさ」や「楽しさ」が意識されており、内容自体も自分の可能性を信じること」などがメッセージとして込められている[1]。
2. approach completion [4:43]
編曲：前口渉
3. HAPPY CRAZY BOX（off vocal）
4. approach completion（off vocal）

DVD（初回限定盤のみ）
1. HAPPY CRAZY BOX（Music Clip）